# Frequenza di risonanza
La frequenza di risonanza in un circuito RLC è quella particolare frequenza alla quale le componenti reattive dell'impedenza (reattanza induttiva per i componenti induttivi e reattanza capacitiva per i componenti capacitivi) del circuito in questione si equivalgono in modulo, e pertanto, avendo segno opposto, si annullano reciprocamente. Con l'annullarsi a vicenda di tali componenti, l'impedenza del circuito, alla frequenza alla quale si verifica la risonanza, sarà data dal solo contributo dei componenti resistivi; in particolare essa avrà modulo minimo e fase nulla.
Se in generale vale {\displaystyle {\bf {Z}}=R+j(X_{L}-X_{C})}, dove {\displaystyle X_{L}=\omega L} e {\displaystyle X_{C}={\frac {1}{\omega C}}}, in condizioni di risonanza, cioè quando {\displaystyle X_{L}=X_{C}}, si ha {\displaystyle {\bf {Z}}=R}.
Esplicitando {\displaystyle X_{C}=X_{L}} si ottiene l'uguaglianza {\displaystyle \omega L={\frac {1}{\omega C}}}. Risolvendo rispetto alla pulsazione {\displaystyle \omega } si ha {\displaystyle \omega ={\frac {1}{\sqrt {LC}}}} che è detta pulsazione di risonanza. Sapendo che {\displaystyle \omega =2\pi f} si può determinare la frequenza ({\displaystyle f}) di risonanza.
Per un sistema asintoticamente stabile con δ = 0, quando la pulsazione della
sinusoide in ingresso tende al valore della pulsazione di risonanza, l’ampiezza
della sinusoide di uscita a regime tende a infinito.
Dalle affermazioni precedenti è dunque deducibile che la frequenza di risonanza è la frequenza alla quale la funzione di trasferimento della rete raggiunge il suo massimo  (precisamente nel diagramma di Bode delle ampiezze; oppure è uguale ad uno in caso di reti passive). Questa caratteristica è sfruttata nelle reti risonanti in modo che la frequenza di interesse venga fatta passare inalterata (in modulo) e le frequenze contigue vengano attenuate. Alcuni esempi di applicazione delle reti risonanti sono i filtri risonanti e i trasformatori accordati, entrambi sfruttati nella realizzazione di oscillatori.
Viene inoltre definito con Q il fattore di merito di una rete. Esso è un indice delle perdite per effetto Joule nella rete in risposta armonica, infatti è inversamente proporzionale alla parte resistiva della rete (nel caso serie) cioè alla parte reale dei poli complessi coniugati che descrivono la funzione di trasferimento della rete. Q non esiste se non ci sono perdite o altri elementi ohmici. Il fattore di merito Q ci dà inoltre la larghezza della campana che descrive graficamente l'andamento della tensione rispetto alla pulsazione.